# 朗溪镇
朗溪镇，是中华人民共和国贵州省铜仁市印江土家族苗族自治县下辖的一个乡镇级行政单位。

## 行政区划
朗溪镇下辖以下地区：
朗溪镇社区、朗溪村、白沙村、孟关村、河西村、昔卜村、三村、打铁坳村、坪柳村、屋基坪村、坪阳村、甘龙村、铁家村、泡木村和塘岸村。